# Olu Olamigoke
Olumide « Olu » Olamigoke (né le 19 septembre 1990) est un athlète nigérian, spécialiste du triple saut.

## Biographie
Il remporte la médaille d'argent des Jeux africains de 2015, à Brazzaville, en portant son record personnel à 16,98 m.

### Palmarès
| Date | Compétition                    | Lieu        | Résultat | Épreuve     | Performance |
| ---- | ------------------------------ | ----------- | -------- | ----------- | ----------- |
| 2014 | Jeux du Commonwealth           | Glasgow     | 4e       | Triple saut | 16,56 m     |
| 2014 | Championnats d'Afrique         | Marrakech   | 6e       | Triple saut | 16,18 m     |
| 2015 | Jeux africains                 | Brazzaville | 2e       | Triple saut | 16,98 m     |
| 2016 | Championnats du monde en salle | Portland    | 14e      | Triple saut | 15,94 m     |

### Records
| Épreuve     | Performance | Lieu        | Date              |
| ----------- | ----------- | ----------- | ----------------- |
| Triple saut | 16,98 m     | Brazzaville | 14 septembre 2015 |